# 1988년 동계 올림픽 아르헨티나 선수단
1988년 동계 올림픽 아르헨티나 선수단은 캐나다 캘거리에서 개최된 1988년 동계 올림픽에 참가한 올림픽 아르헨티나 선수단이다.

## 참고 자료
- (영어) “Argentina at the 1988 Seoul Summer Games”. SR/Olympic Sports. 2014년 11월 1일에 원본 문서에서 보존된 문서. 2011년 10월 9일에 확인함.
- 올림픽 공식 보고서 보관됨 2012-02-04 - 웨이백 머신